# 江波皿山公園
江波皿山公園（えばさらやまこうえん）は、広島県広島市中区江波二本松に位置する公園。

## 概要
広島が五箇庄といわれていた寒村の頃には、現在の太田川デルタはほぼ海中であり、現在丘の部分がデルタに点在していた島々であった。
具体的には現在の中区白島(はくしま)が箱島(はこしま)、南区黄金山(おうごんざん)が仁保島(にほじま)、南区比治山は日地島（肘山・ひじやま）、そして江波皿山は江波山とつながっていては江波島(えばじま)と呼ばれていた。
もともと島だったが埋め立てにより陸続きになり、それとともに山となった。明治時代に広島市の公園とされた。
戦後直後頃まで上山（かみやま）といわれていたが、その後皿山のふもとで江波焼といわれる皿を焼いていたため、皿山といわれるようになった。（江波山は下山（しもやま）といわれていた）。

## アクセス
- JR広島駅から広島電鉄（路面電車）江波線紙屋町経由江波行き約30分、「江波」電停下車、徒歩5分
- JR横川駅から広島電鉄（路面電車）江波線土橋経由江波行き約20分、「江波」電停下車、徒歩5分
- 広島市内中心部紙屋町から広島電鉄（路面電車）江波行き約20分、「江波」電停下車、徒歩5分、広電バス 6号線 江波営業所・江波行き約20分「皿山公園下」バス停下車、徒歩5分